# 1920 en mathématiques
| Années des mathématiques : 1917 - 1918 - 1919 - 1920 - 1921 - 1922 - 1923    |
| Décennies des mathématiques : 1890 - 1900 - 1910 - 1920 - 1930 - 1940 - 1950 |

Cet article présente les faits marquants de l'année 1920 en mathématiques.

## Évènements
- 24 juin : le mathématicien polonais Stefan Banach énonce le théorème du point fixe dans sa thèse de doctorat en philosophie présentée à Université de Lwów intitulée « Sur les opérations dans les ensembles abstraits et leur application aux équations intégrales », publiée en 1922[1].
- L'ingénieur néerlandais van der Pol propose le premier modèle mathématique d’« oscillateur à relaxation » : l’oscillateur de Van der Pol[2].

## Naissances
- 4 janvier : Yves Gentilhomme (mort en 2016), linguiste et mathématicien français.
- 16 janvier : William Boone (mort en 1983), mathématicien américain.
- 20 janvier : Edwin Hewitt (mort en 1999), mathématicien américain.
- 15 février : Bjarni Jónsson (mort en 2016), mathématicien islandais.
- 31 mars : Frank Bonsall (mort en 2011), mathématicien britannique.
- 8 mai : Gyula Strommer (mort en 1995), mathématicien et astronome hongrois.
- 20 mai : Maurice L'Abbé (mort en 2006), mathématicien québécois.
- 5 juin : Gene Grabeel (morte en 2015), mathématicienne et cryptanalyste américaine.
- 28 juin : Nicolaas Kuiper (mort en 1994), mathématicien néerlandais.
- 18 juillet : Henry Gordon Rice (mort en 2003), logicien et mathématicien américain.
- 23 juillet : Herbert Federer (mort en 2010), mathématicien américain d'origine autrichienne.
- 7 août : Anne Cobbe (morte en 1971), mathématicienne britannique.
- 23 août : William S. Massey (mort en 2017), mathématicien américain.
- 29 août : Richard Bellman (mort en 1984), mathématicien américain.
- 9 septembre : Feng Kang (mort en 1993), mathématicien chinois.
- 14 septembre : Alberto Calderon (mort en 1998), mathématicien argentin.
- 2 octobre : Giuseppe Colombo (mort en 1984), mathématicien, astronome, ingénieur italien.
- 24 octobre : Marcel-Paul Schützenberger (mort en 1996), médecin et mathématicien français.
- 1er novembre : Claude Ambrose Rogers (mort en 2005), mathématicien britannique.
- 12 novembre : Georges Reeb (mort en 1993), mathématicien français.
- 21 novembre :
  - Komaravolu Chandrasekharan (mort en 2017), mathématicien indien.
  - Vera Kublanovskaïa (morte en 2012), mathématicienne russe.
- 28 novembre : Gérard Théodore (mort en 2012), statisticien français.
- 3 décembre : Roland Fraïssé (mort en 2008), mathématicien (logicien) français.
- 10 décembre : Alfred Goldie (mort en 2005), mathématicien britannique.
- 21 décembre : Adele Goldstine (morte en 1964), mathématicienne et informaticienne américaine.

## Décès

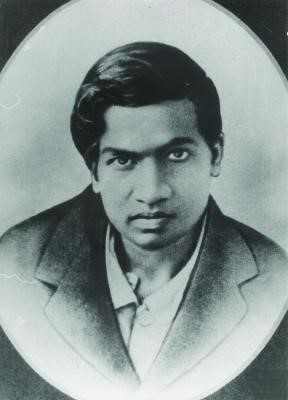
Srinivasa Ramanujan

- 3 janvier : Zygmunt Janiszewski (né en 1888), mathématicien polonais.
- 6 janvier : Hieronymus Georg Zeuthen (né en 1839), mathématicien danois.
- 11 mars : Julio Garavito Armero (né en 1865), astronome et mathématicien colombien.
- 24 mars : Leo Pochhammer (né en 1841), mathématicien prussien.
- 31 mars : Paul Bachmann (né en 1837), mathématicien allemand.
- 10 avril : Moritz Cantor (né en 1829), historien des mathématiques allemand.
- 26 avril : Srinivasa Ramanujan (né en 1887), mathématicien indien.
- 5 mai : Charles-Ange Laisant (né en 1841), mathématicien et homme politique français.
- 7 octobre : Achille Marie Gaston Floquet (né en 1847), mathématicien français.
- 27 novembre : Alexius Meinong (né en 1853), mathématicien, théologien et philosophe tchèque.